# SES Platform Services

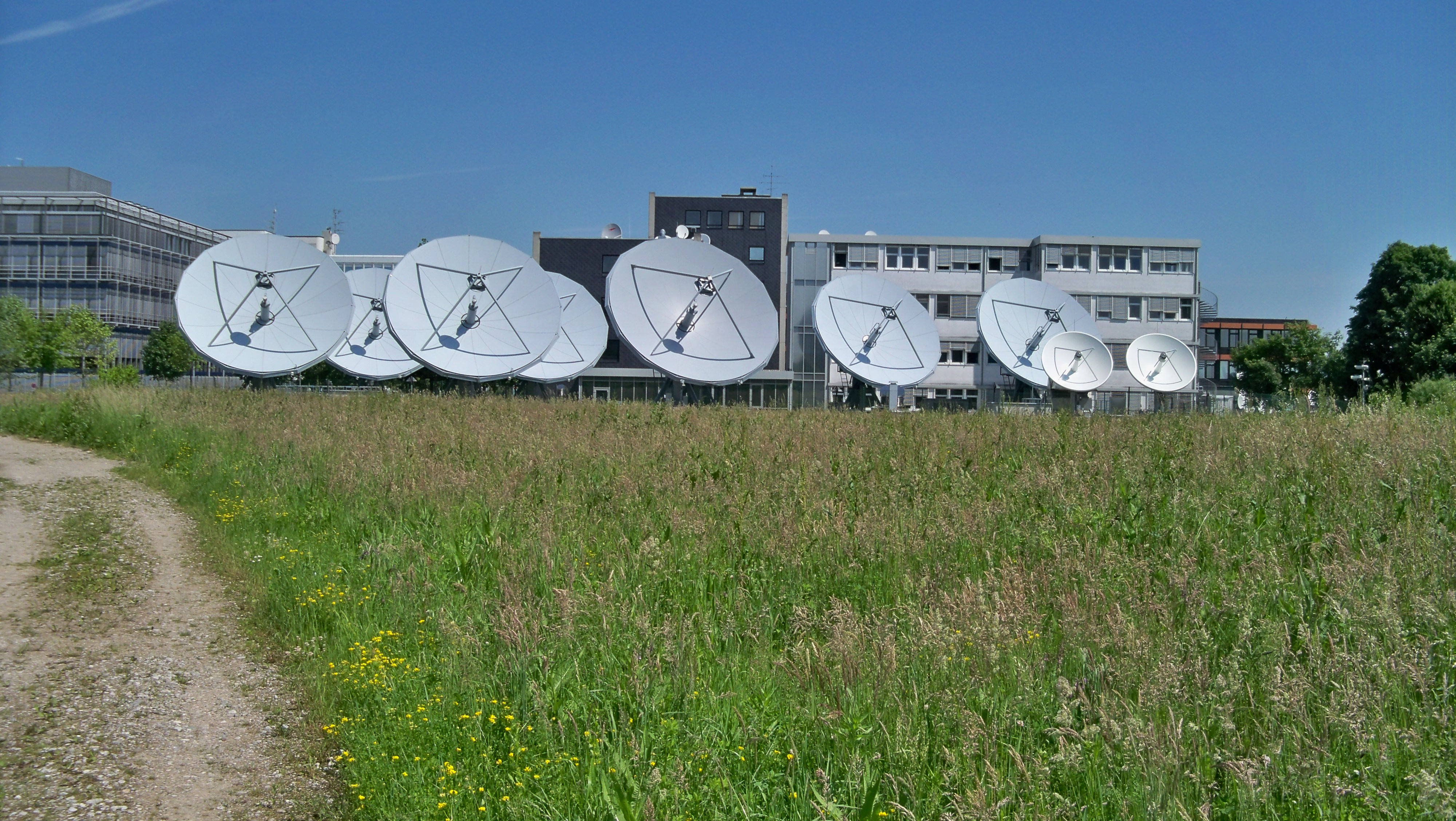
Parabolantennen der MX1 in Unterföhring

Die MX1 GmbH ist ein technischer Dienstleister für die Aufbereitung und Verbreitung von audiovisuellen Inhalten via Satellit und Internet. Die angebotenen Leistungen richten sich dabei an Rundfunkveranstalter, Produktionsfirmen und Contentprovider. Der Uplink zum Satelliten, das digitale Archiv, sowie das Sendezentrum befinden sich am Sitz der MX1 GmbH in Unterföhring bei München. Zu den Kunden gehören Broadcaster aus dem privaten Bereich und ein Pay-TV-Anbieter.

## Geschichte
Als Tochtergesellschaft der damaligen Kirch-Gruppe übernahm das Playoutcenter der BetaDigital GmbH seit Juli 1996 die gesamte Sendeabwicklung der digitalen TV-Plattform DF1. Im Rahmen der Insolvenzabwicklung der Kirch-Gruppe bzw. Kirch-Pay TV erwarb 2002 Premiere das Sendezentrum und gründete dafür die Betreibergesellschaft DPC Digital Playout Center GmbH. Im Juni 2004 verkaufte Premiere das Unternehmen an SES Astra. Infolgedessen wurde das Unternehmen in Astra Platform Services umbenannt. Im April 2012 änderte sich der Name im Zuge der Dachmarkenstrategie der Muttergesellschaft SES  S.A. Luxemburg erneut und firmierte seitdem als SES Platform Services GmbH. Nach einer Fusion im Jahr 2016 mit dem israelischen Unternehmen RRMedia heißt das Unternehmen nun MX1.

## Dienstleistungen
MX1 bietet Dienstleistungen rund um die Aufbereitung, Archivierung und Übertragung von Inhalten für Fernseh- und Radiokanäle an. Dazu gehören neben der digitalen Archivierung die Sendeabwicklung sowie die Aufbereitung und Übertragung der Inhalte über Satellit, Internet und auf mobile Endgeräte.

## Services
- Content Management: Die digitale Archivierungslösung bildet die kompletten Abläufe der Materiallogistik ab. Das Unternehmen digitalisiert Inhalte von Bändern und speichert diese im digitalen Archiv (Digitales Archiv) ab, konvertiert Videoinhalte und liefert sie an Video-on-Demand-Plattformen zur weiteren Vermarktung aus. Insgesamt sind über 140000 Stunden an Sendematerial im Archiv gespeichert.
- Playoutcenter: Sendeabwicklung für die Ausspielung über 300 TV-Kanälen in Standard-Auflösung (SDTV), High Definition (HDTV) und Ultra High Definition (Ultra HD)
- Encryption (Verschlüsselung): Erstellen von Verschlüsselungs- und kontrollierten Zugangsmodellen um nur autorisierten Nutzern Zugang zur Nutzung von Inhalten zu gestatten. Es werden über 150 Radio- und TV-Kanäle auf diese Art und Weise verschlüsselt.
- Broadcast: Fernsehübertragung und Dienstleistungen für die Verbreitung von Radio- und Datendiensten sowie die Signalzuführung in Kabelnetze und terrestrische Netze
- Internet TV: Dienste für die Verbreitung von Videoinhalten und deren Auslieferungen an  VOD-Plattformen